# Lina Bryans
Lina Bryans, OAM (* 26. August 1909 in Hamburg, Deutschland; † 30. September 2000 in Melbourne, Australien) war eine australische Malerin. Sie malte Landschaften und von 1937 bis 1974 mehr als 70 Porträts ihrer künstlerischen und literarischen Zeitgenossen und war ein wichtiger Teil der modernen Bewegung und Mitglied literarischer und künstlerischer Kreise in Melbourne in den späten 1930er und 1940er Jahren.

## Leben und Werk
Bryans war die zweite Tochter der Australier Edward und Lina Hallenstein, die damals Europa besuchten. Ihre Familie hatte ihr Geld mit einem erfolgreichen Gerberei- und Ledergeschäft in Melbourne verdient und ihr Urgroßvater mütterlicherseits, Sir Benjamin Benjamin, war in den 1880er Jahren Oberbürgermeister von Melbourne gewesen. Sie zog 1910 mit ihrer Familie nach Victoria und sie wuchs in Toorak sowie in England und Frankreich auf. Sie arbeitete als Übersetzerin und in einem Buchladen, bevor sie 1931 Baynham Bryans heiratete. Sie bekam mit ihm 1932 einen Sohn und trennte sich einige Jahre später von ihrem Ehemann.

## William Frater und modernistische Kulturszene in The Pink Hotel
Als sie 1936 nach South Yarra zog, lernte sie den Maler William Frater kennen. Sie arbeitete einige Zeit in seinem Atelier und beschloss schließlich, selbst Künstlerin zu werden. Eines der bekanntesten Werke von Frater ist The Red Hat, ein Porträt von Bryans aus dem Jahr 1937. In den nächsten Jahren malte Frater sie noch mindestens fünf Mal, The Blue Dress, das 1945 von der Tasmanian Art Gallery erworben wurde, Portrait of Lina Bryans, Portrait of Lina.
Bryans lebte Ende der 1930er Jahre in einem umgebauten Kutschenhaus in Darebin, das sich zu einer Künstlerkolonie entwickelte. Die Malerin Ada May Plante lebte dort schon seit langem. Das Haus war ein altes Hotel, das zu einer Pension umgebaut worden war. Der Tod ihrer Eltern ermöglichte Bryans durch das Erbe, das Haus zu kaufen. Sie renovierte es, strich die Außenseite rosa und es wurde als The Pink Hotel bekannt. Bryans, Plante, Frater, Ian Fairweather und andere Künstler hatten dort im Laufe der Jahre ihr Atelier und es war ein Zentrum für eine Gruppe von Schriftstellern, die mit der Zeitschrift Meanjin in Verbindung standen.
Bryans malte ihre ersten Werke Anfang 1937 und ihr erstes Porträt war 1937 das des australischen Künstlers Ambrose Hallen. Der Kunstkritiker Basil Burdett wählte 1938 ihr Gemälde Backyards, South Yarra für die Herald Exhibition of Outstanding Pictures von 1937 aus. Ihre Arbeit wurde in die Ausstellung Art of Australia 1788–1941 aufgenommen, die 1941 im MoMA gezeigt wurde.

## Weitere Ausbildung und Malen von Landschaften
Sie nahm ab 1948 einige Stunden Unterricht bei George Bell und 1951 bei Mary Cockburn Mercer. 1953 ging sie nach Amerika, dann nach Frankreich, wo sie einige Monate an der Académie de la Grande Chaumière studierte und Mercer in Südfrankreich besuchte. Als Bryans 1954 nach Melbourne zurückkehrte, wurde sie von Jean Campbell eingeladen, im Namen von PEN International als künstlerische Leiterin an der ersten Moomba-Buchmesse teilzunehmen.
Der Architekt Alex Jelinek kam 1950 in Melbourne an und wurde eine „führende Hand“ beim Bau des Guthega-Staudamms im Snowy-Mountains-System. Durch seine Beziehung zu Bryans erhielt er seinen ersten Auftrag, ein großes Haus für den in Melbourne geborenen Philosophen Bruce Benjamin von der Australian National University. In den frühen 1960er Jahren baute Jelinek einen Anbau für das Haus von Bryans in Richmond. Sie reiste regelmäßig mit ihm in die Simpsonwüste und nach Alice Springs, wo sie farbenfrohe modernistische Gemälde des australischen Busches malte. Ihr Porträt von Jelinek aus dem Jahr 1955 war ein Geschenk von Bryans Erben an die National Portrait Gallery in Canberra im Jahr 2015.
Bryans malte und stellte noch bis in die 1970er Jahre aus.
Sie war Mitglied der Independent Group. 1991 trat sie wieder in die Melbourne Society of Women Painters and Sculptors ein, der sie 1940 erstmals beigetreten war und die sie 1966 verlassen hatte.

## Ehrungen
- 1966: Crouch Prize
- 1989: Emeritus Award, Australia Council
- 1994: Medal of the Order of Australia[6]

## Werke (Auswahl)
- 1937: South Yarra, Joseph Brown Gallery
- 1937: Spencer street bridge
- 1938: Backyards, South Yarra
- 1940: The Babe is Wise
- 1940: Rosa
- 1943: Leghorn
- 1945: Nude, National Gallery of Victoria
- 1947: Portrait of Nina Christesen
- 1947: The student (Nina Christesen)
- 1954: Frank Stone
- 1955: Yellow Portrait, National Portrait Gallery in Canberra[7]
- 1957: Queanbeyan landscape sketch

## Ausstellungen (Auswahl)
- 1937: Galerie Joseph Brown, Melbourne
- 1941: Art of Australia, Museum of Modern Art New York
- 1948: Georges Gallery, Melbourne
- 1988: Creating Australia, Art Gallery of South Australia
- 1988: The Face of Australia, Nationale Wanderausstellung im Zusammenhang mit dem australischen Bicentennial
- 1982: Retrospektive, National Gallery of Victoria
- 1992: Übersichtsausstellung in der National Gallery of Victoria
- 1995: Übersichtsausstellung an der University of Melbourne